# آبرامکوو
آبرامکوو (به لاتین: Abramkovo) یک منطقهٔ مسکونی در روسیه است که در استان نووگورود واقع شده‌است.